# ۱۳ (میلادی)

## رویدادها
بر اساس مکان
امپراتوری روم
- امپراتور آگوستوس پس از 20 سال، سومین سرشماری امپراتوری روم را آغاز کرد.[۱]
- آبگاروس ادسا دوباره به عنوان پادشاه اوسروئن منصوب شد.[۲]

چین
- سال گذشته (سوم) از دوران شیجیانگوئو از دودمان شین چین (که عدد خوش شانسی برای افراد سلسله شین چین محسوب می‌شود).

بر اساس موضوع
هنرها و علوم
- استرابون کتاب خود در مورد شکل زمین را منتشر می‌کند.

- اووید کتاب‌های ۱ تا ۳ از مجموعه رساله‌های پونتو را منتشر می‌کند.[۳]

## فرمانروایان
- اوگوستوس، تیبریوس را به جانشینی خود تعیین کرد و این گونه جانشین تعیین کردن نشان ازنوعی پادشاهی در روم داشت. اوگوستوس خود مدت ده سال درمقام پروکنسولی قرارداشت و این مقام را به تیبریوس واگذار نمود.

## زادگان
- گایوس سیلیوس، سیاستمدار رومی (متوفی ۴۸ پس از میلاد)

## درگذشتگان
- کوئینتوس پدیوس، نقاش رومی (ناشنوا) (تاریخ تقریبی)
- وانگ ژنجون، ملکه چین (متولد ۷۱ قبل از میلاد)